# Fosforigzuur
Fosforigzuur of triwaterstoffosfiet is een anorganisch zuur. Het is in evenwicht met zijn tautomeer waterstoffosfonaat (zie Structuur en naamgeving. De brutoformule van de verbinding is H3PO3. De stof komt voor als een kleur- en reukloze kristallijne hygroscopische vaste stof, die zeer goed oplosbaar is in water. Fosfor bezit in fosforigzuur oxidatietoestand +III.

## Structuur en naamgeving
De structuur kan het best omschreven worden met de formule HPO(OH)2, waarbij nadruk gelegd wordt op de zeer sterke dubbele binding tussen fosfor en zuurstof enerzijds en de directe waterstof-fosforbinding anderzijds. De sterkte van de fosfor-zuurstof-binding kan via de pi-backbonding verklaard worden. De structuur met twee hydroxylgroepen wordt sedert 2005 door de IUPAC aangeduid als fosfonzuur. Deze structuur staat in evenwicht met het minder voorkomende tautomeer P(OH)3. Deze laatste vorm wordt door de IUPAC aangeduid als fosforigzuur:
De bindingslengte van de dubbele P-O-binding bedraagt 148 pm, terwijl de andere P-O-bindingen 154 pm lang zijn. Fosforigzuur neemt een tetraëdrische structuur aan.
De benaming fosfonzuur wordt hoofdzakelijk aangewend bij organische derivaten waarbij een alkyl- of arylgroep rechtstreeks aan fosfor gebonden is (dit zijn dus geen esters van fosforigzuur). Waterstoffosfonaat is dan de stamverbinding van deze reeks zuren. Een voorbeeld is methylfosfonzuur of (CH3)PO(OH)2. De methylester van fosforigzuur is trimethylfosfiet; hierbij zijn de methylgroepen wel allemaal aan zuurstof gebonden en is er geen dubbel gebonden zuurstof aan fosfor.

## Synthese
Op industriële schaal wordt fosforigzuur bereid door hydrolyse van fosfortrichloride:
{\displaystyle {\ce {PCl3 + 3H2O -> H3PO3 + 3HCl}}}
De oplossing wordt geconcentreerd door verhitting tot 80 °C.
Daarnaast kan het bereid worden door hydrolyse van diens zuuranhydride, difosfortrioxide:
{\displaystyle {\ce {P4O6 + 3H2O -> 2H3PO3}}}
Verder kan kaliumwaterstoffosfonaat behandeld worden met overmaat zoutzuur, hetgeen fosforigzuur en kaliumchloride oplevert:
{\displaystyle {\ce {K2HPO3 + 2HCl -> H3PO3 + 2KCl}}}
Het zuur kan van het zout gescheiden worden door toevoeging van een alcohol, waardoor precipitatie optreedt.

## Eigenschappen
Anders dan gesuggereerd wordt door de brutoformule is fosforigzuur een tweeprotisch en geen drieprotisch zuur. De twee zuurconstanten bedragen respectievelijk 1,00*10-2 en 2,57*10-7, met als bijhorende ionisatie-evenwichten:
{\displaystyle {\ce {H3PO3 <=> H2PO3- + H+}}}
{\displaystyle {\ce {H2PO3- <=> HPO3^2- + H+}}}
Bij afsplitsen van de protonen ontstaan respectievelijk het diwaterstoffosfiet- en waterstoffosfiet-ion. Omdat het derde waterstofatoom rechtstreeks gebonden is op fosfor kan dit niet afgesplitst worden. Dit in tegenstelling tot fosforzuur, waarbij de drie waterstofatomen alle zure eigenschappen bezitten.
De zouten en esters van fosforigzuur worden fosfieten genoemd en worden zowel in de organische als de anorganische chemie gebruikt.

## Reacties
Bij verhitting boven 200 °C ontleedt fosforigzuur in fosforzuur en fosfine, een zeer toxisch gas:
{\displaystyle {\ce {4H3PO3 -> 3H3PO4 + PH3}}}
In de praktijk ontstaan hier ook bepaalde suboxiden van fosfor.
Fosforigzuur is een matig diprotisch zuur en kan reageren met basen, met vorming van fosfieten. De reactie met 1 equivalent natriumhydroxide levert natriumdiwaterstoffosfiet, terwijl de reactie met 2 equivalenten natriumwaterstoffosfiet oplevert:
{\displaystyle {\ce {H3PO3 + NaOH -> NaH2PO3 + H2O}}}
{\displaystyle {\ce {H3PO3 + 2NaOH -> Na2HPO3 + 2H2O}}}
Fosforigzuur is een behoorlijk sterke reductor: wanneer hieraan een koude waterige oplossing van kwik(II)chloride wordt toegevoegd, ontstaat een witte neerslag van kwik(I)chloride:
{\displaystyle {\ce {H3PO3 + 2HgCl2 + H2O -> Hg2Cl2 + H3PO4 + 2HCl}}}
Het ontstane kwik(I)chloride kan nog verder gereduceerd worden tot metallisch kwik door verhitting met fosforigzuur:
{\displaystyle {\ce {H3PO3 + Hg2Cl2 + H2O -> 2Hg + H3PO4 + 2HCl}}}

## Toepassingen
De belangrijkste toepassingen van fosforigzuur is de productie van fosfonaten en fosfieten, zoals kaliumfosfiet, die zowel in zuivere (kristallijne) vorm als in oplossing gebruikt worden bij de bestrijding van verschillende microbiële ziekten bij planten. In het bijzonder worden ze ingezet ter bestrijding van Phytophthora en Pythium. Lood(II)fosfonaat kan ook uit fosforigzuur worden bereid en wordt ingezet als pvc-stabilisator.
In de scheikunde wordt fosforigzuur als milde reductor aangewend, meestal als alternatief voor het krachtiger reductans onderfosforigzuur.
De Kabachnik-Fields-reactie is een organische reactie waarbij een aldehyde, een amine en een ester van fosforigzuur tot een α-aminofosfonaat worden omgezet:

## Toxicologie en veiligheid
Fosforigzuur is corrosief voor de ogen en de huid. Contact met de ogen kan leiden tot vermindering van het zicht en zelfs tot blindheid. Huidcontact leidt tot irritatie, jeuk en uiteindelijk tot blaarvorming en ontstekingen. Bij inhalatie van fijne stofdeeltjes treedt irritatie van de keel, luchtpijp en het maag-darmstelsel op. Dit leidt tot een branderig gevoel en hoesten. Door contact met water in het lichaam kan het toxische gas fosfine (PH3) vrijgesteld worden, hetgeen in hoge doses fataal kan zijn.